# دوري كرة القدم السلوفيني الدرجة الثالثة 2014–15
دوري كرة القدم السلوفيني الدرجة الثالثة 2014–15 هو موسم من دوري كرة القدم السلوفيني الدرجة الثالثة ‏. فاز فيه NK Kranj ‏.